# バポナ
バポナ（Vapona）とは、アース製薬が発売する商品ブランドで、有機リン系の殺虫剤である。2001年までは昭和シェル石油グループのシェルジャパン（旧・シェル化学、現・オクサリスケミカルズ）が製造・販売していた。

## 概要

### バポナ殺虫プレート
主力商品の「バポナ殺虫プレート」は、ポリ塩化ビニル樹脂板に練りこまれたジクロルボス（DDVP）が徐々に空気中に蒸散することにより、吊るしておくだけで、ハエ・カ・ゴキブリを常時防除する蒸散剤である。
規制緩和による2009年施行の改正薬事法により、本製品は第1類医薬品に指定されているため、購入時には、薬剤師のいる薬局で製品説明を受ける必要がある（薬剤師が不在の場合は販売できない）。
有効成分のDDVPは薬事法の「劇薬」に指定されていたため、購入の際には署名または捺印が必要であった。このため、シェル化学が扱っていたころの同商品のCMにおいては「薬事法上、げきやく（本文のまま）扱いになりますので、薬局・薬店でお求めの際は印鑑をご持参ください」という説明書きが表示されていた。その後2012年（平成24年）5月31日をもって「劇薬」指定が解除されたことにより、署名・捺印は不要になった。
2004年、東京都庁の照会による使用法の改定で、「人や動物が長時間居留する場所」「飲食する場所」「飲食物が露出して置いてある場所」での使用をやめるよう勧告した。さらに同年、厚生労働省医薬食品局からも、「蒸散剤の使用場所は人が長時間留まらない場所に限定する」との通達が出され、使用上の注意が改訂されている。

### その他の「パポナ」ブランドの商品
2010年に「バポナ虫よけネットW」を発売して以降、殺虫プレート以外の「バポナ」ブランドの商品を発売している。以下の製品はピレスロイド系防除用医薬部外品のため、薬剤師や登録販売者のいないスーパーマーケットやホームセンターでも販売されている。
「バポナ虫よけネットW」は、2種類のピレスロイド系成分（トランスフルトリン+エムペントリン）を配合したネットタイプの不快害虫用虫よけ剤である。当初は120日用と180日用が発売されており、2013年3月に240日用を追加、2014年2月には「バラの香り 240日用」を追加発売した。当初、沖縄県限定で発売されていた1年用も現在は全国発売されている。また、2012年からは玄関用も発売されている。
成分は「虫よけネットW」と同じだが、容器の色をブラウンに変更し、フックに加えて吊り下げ紐も同梱している。2015年（平成27年）2月20日に、消費者庁から不当景品類及び不当表示防止法に基づく措置命令を受けて、パッケージ変更を行うとともに、120日用は160日用に、240日用は260日用に使用期間を延ばした。
その後、独立ブランドで発売されていた「天然ハーブの虫よけ」シリーズの一部商品や「虫こないアース」シリーズで発売されていた「あみ戸に貼るだけ!」がリニューアルにより「バポナ」シリーズへブランド移行している。
2017年2月には、複数のブランドを横断して展開する新シリーズ「QunQun（キュンキュン）」の一つとして、「QunQun バポナ 虫よけネットW」・「QunQun バポナ あみ戸に貼るだけ」を発売。成分は既存の「虫よけネットW」・「あみ戸に貼るだけ」と同じだが、容器の色をピンク、ネット部分の色をネイビーとし、リボンをあしらったデザインとなる。

## 歴史
- 1967年　シェルケミカルズが樹脂板にDDVPを練りこんだ殺虫剤を開発。
- 1969年4月 『シェルトックス･バポナ殺虫プレート』の名称で日本での発売開始。「米国から来たプラスチックの殺虫剤」のキャッチフレーズで話題に。
- 1973年 『バポナミニプレート』発売。
- 1974年 薬事法改正により、樹脂板製品が「医薬品劇薬」扱いとなる。
- 1976年 『バポナミニタック』発売。
- 1979年 『シェルトックスごきぶり用』（塗布用エアゾル）発売。
- 1980年 殺虫剤製品を『バポナ』にブランド統一。全製品において目的の害虫が一目でわかる、統一されたデザインが高い評価を受け、グッドデザイン賞を受賞する。
- 1981年 『バポナ電子かとり器』発売。日本ではじめてコード巻き取り機構を採用。
- 1982年 『バポナごきぶり用』（エアゾル）の処方を変更。『くろあり用』泡状エアゾル、ペット用ノミ取り首輪『パピーカラー』発売。
- 1987年 『バポナシリーズ』のデザインをリニューアル。（現在のものとなる）
- 1989年 キャップを回すだけで作動するくん蒸剤『バポナドライ 家だに・のみ・なんきん虫用』発売。
- 1999年　シェルケミカルズが、日本での殺虫剤事業をアース製薬に移行すると発表。また静岡県掛川市の掛川工場（殺虫剤製造工場）も同社に売却する意向を表明。
- 2000年 『バポナ殺虫プレート』の販売元がアース製薬となる。（製造は引続きシェルジャパン）
- 2001年  シェルグループの日本における殺虫剤事業の全てを、アース製薬に譲渡。
- 2004年 『バポナ殺虫プレート』が、厚生労働省医薬食品局の通達により[5]、使用上の注意を改訂。「居室（客室、事務室、教室、病室を含む）では使用しないこと。なお、居室にある戸棚・キャビネット内などでも使用しないこと。」の注意書きが付け加えられる。
- 2010年 『虫よけネットW』発売。
- 2012年
  - 『玄関用虫よけネット』『自動（オート）スプレーW玄関用』発売。
  - ジクロルボス樹脂蒸散剤の劇薬指定解除[1]。
- 2014年 浄化槽用（単独処理浄化槽・小型合併浄化槽専用）不快害虫駆除剤『バポナチョウバエ退治』発売。

## 商品ラインアップ
（※は現在製造・販売されていないもの）

### 樹脂板蒸散剤
- バポナ殺虫プレート【第1類医薬品】
- バポナハーフ殺虫プレート【第1類医薬品】

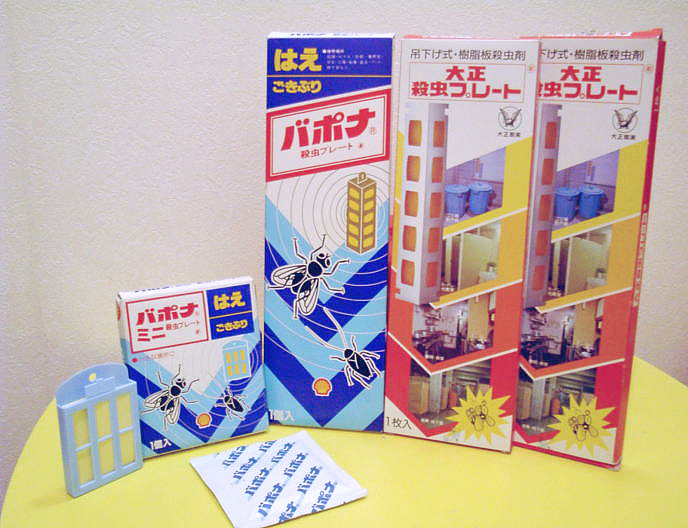
ジクロルボス樹脂板蒸散剤（左端がバポナミニ殺虫プレート（シェル時代）、左から２番目がバポナ殺虫プレート）

  - アース製薬移管後に商品ラインナップに追加
- バポナミニ殺虫プレート【第1類医薬品】
- バポナミニ殺虫プレートごきぶり用（医薬品劇薬）※
- バポナミニタック（医薬品劇薬）※
- 園芸用バポナプレート（農薬・医薬用外劇物）※

### エアゾル剤
- バポナ自動（オート）スプレーW 玄関用※（「電池でノーマット」に統合されて「アースノーマット 電池式→どこでもつかえるアースノーマット」に）
- シェルトックスごきぶり用【医薬部外品】※（「バポナごきぶり」に継承）
- シェルトックスはえ・蚊用【医薬部外品】※（「バポナはえ・か」に継承）
- シェルトックスくろあり用※（「バポナくろあり<油性>」に継承）
- バポナくろあり<油性>※（「アリアース」に統合されて「アリアースＷ」に）
- バポナくろあり<泡状>※
- バポナしろあり・きくい虫※（「シロアリアース」に継承）
- バポナはえ・か【医薬部外品】※（「アースジェット」に統合）
- バポナごきぶり【医薬部外品】※（「アースゴキジェットプロ」に統合）
- バポナわらじ虫※
- シェルドライト ごきぶり用【医薬品】（全量噴射型エアゾル）※
- バポナドライ ごきぶり・だに・なんきん虫用【医薬品】（全量噴射型エアゾル）※（「医薬品アースゴキジェットプロ 秒殺+まちぶせ【第2類医薬品】」に継承）
- カーペットクリーナー※
- ダスタースプレー※
- 防水スプレー※
- 静電防止スプレー※
- レザークリーナー※

### ネットタイプ虫よけ剤
- バポナ虫よけネットW※（2019年2月のリニューアルに伴い、「アース虫よけネットEX」へ継承）
- QunQun バポナ虫よけネットW
- バポナ玄関用虫よけネットW※（2019年2月のリニューアルに伴い、「アース虫よけネットEX 玄関用」へ継承）
- バポナあみ戸に貼るだけ!※（2019年春のパッケージデザイン変更に伴って「アースあみ戸に貼るだけ!」に改名し、2020年2月のリニューアルにより「アース虫よけネットEX あみ戸用」となる）
- QunQun バポナあみ戸に貼るだけ!※

### その他
- シェルトックス【医薬部外品】（強力殺虫液、ビン入り、ライジングサン石油時代の製品）※
- バポナかとりマットF【医薬部外品】※
- バポナ電子かとり器（コード自動巻取り式）※
- バポナむかで・わらじ虫（粉剤）※（「ワラジ虫コロリ」に継承）
- バポナムカデ・ヤスデ（微粒剤）※（「虫コロリアース 青つぶin」に継承後、「虫コロリアース 粒剤」へ統合）
- バポナうじスティック（粒状）【医薬品】※ - 粒剤タイプの殺蛆剤。ピリダフェンチオンが主成分
- バポナうじ殺しスティックS 粒剤【第2類医薬品】（製造販売元:住化エンバイロメンタルサイエンス）
- バポナうじ殺し 液剤【防除用医薬部外品】（スーパーやホームセンターでも取り扱っている。オルトジクロロベンゼンが主成分）
- バポナチョウバエ退治（浄化槽用不快害虫駆除剤）※ - 本品は同社が発売する水洗トイレ用芳香消臭剤「セボン」と同じ容器を使用しており、酵素・キレート剤・界面活性剤も配合されている。「セボン」と異なり、つめ替え用は設定されず、効果が無くなったら容器ごと取り替えることとなる。
- バポナ天然ハーブの虫よけパール（芳香・消臭剤、パールタイプ）※（2020年2月のリニューアルに伴い、「アース天然ハーブの虫よけパール」へ継承）
- バポナ天然ハーブの虫よけスクエア（芳香・消臭剤、リキッドタイプ）※（2020年2月のリニューアルに伴い、「アース天然ハーブの虫よけリキッド」へ継承）
- バポナドッグバンド（動物用医薬品、劇薬）※ - アース・バイオケミカル（現在のアース・ペット）より発売。動物病院専売
- バポナモス（防虫剤）※（「ピレパラアース」に統合）
- パピーカラー（動物用医薬品）※（→佐藤製薬のシャレピンカラーと統合）
- パピーカラー・ミニ（動物用医薬品）※
- キャットカラー（動物用医薬品）※
- 赤貝印揮発油（衣装用ベンジン）※
- 黒貝印揮発油※
- シェルベンジン※
- スパークリン（浴室用強力カビ取りクリーナー）※

## 関連リンク
- 国際衛生 - ジクロルボス蒸散剤を販売している。